# Saint-Hubert (Moselle)
Saint-Hubert (deutsch Sankt Hubert) ist eine französische Gemeinde mit 231 Einwohnern (Stand 1. Januar 2022) im Département Moselle in der Region Grand Est (bis 2015 Lothringen). Sie gehört zum Arrondissement Metz.

## Geografie
Die Gemeinde Saint-Hubert liegt an der Canner, etwa fünf Kilometer östlich der Mosel zwischen Metz und Thionville auf einer mittleren Höhe von 217 m. Das Gemeindegebiet umfasst 16,04 km².

## Geschichte
Das Dorf wurde 1602 im Wald des Zisterzienserklosters Villers-Bettnach gegründet. Das Kloster selbst, 1135 gegründet, liegt ein paar Kilometer nordöstlich und wurde nach seiner Zerstörung während der Französischen Revolution 1792 aufgegeben. Durch die Bestimmungen im Friede von Vincennes kam Sierck „mit seinen dreißig Dörfern“ (dabei auch Sankt Hubert) 1661 zu Frankreich.
Auch das Gemeindewappen bildet mit Kreuz und Adlerfängen die Geschichte der Gründung durch das Kloster Villers-Bettnach ab.

### Bevölkerungsentwicklung
| Jahr      | 1962 | 1968 | 1975 | 1982 | 1990 | 1999 | 2006 | 2019 |
| Einwohner | 150  | 146  | 164  | 187  | 173  | 197  | 233  | 240  |

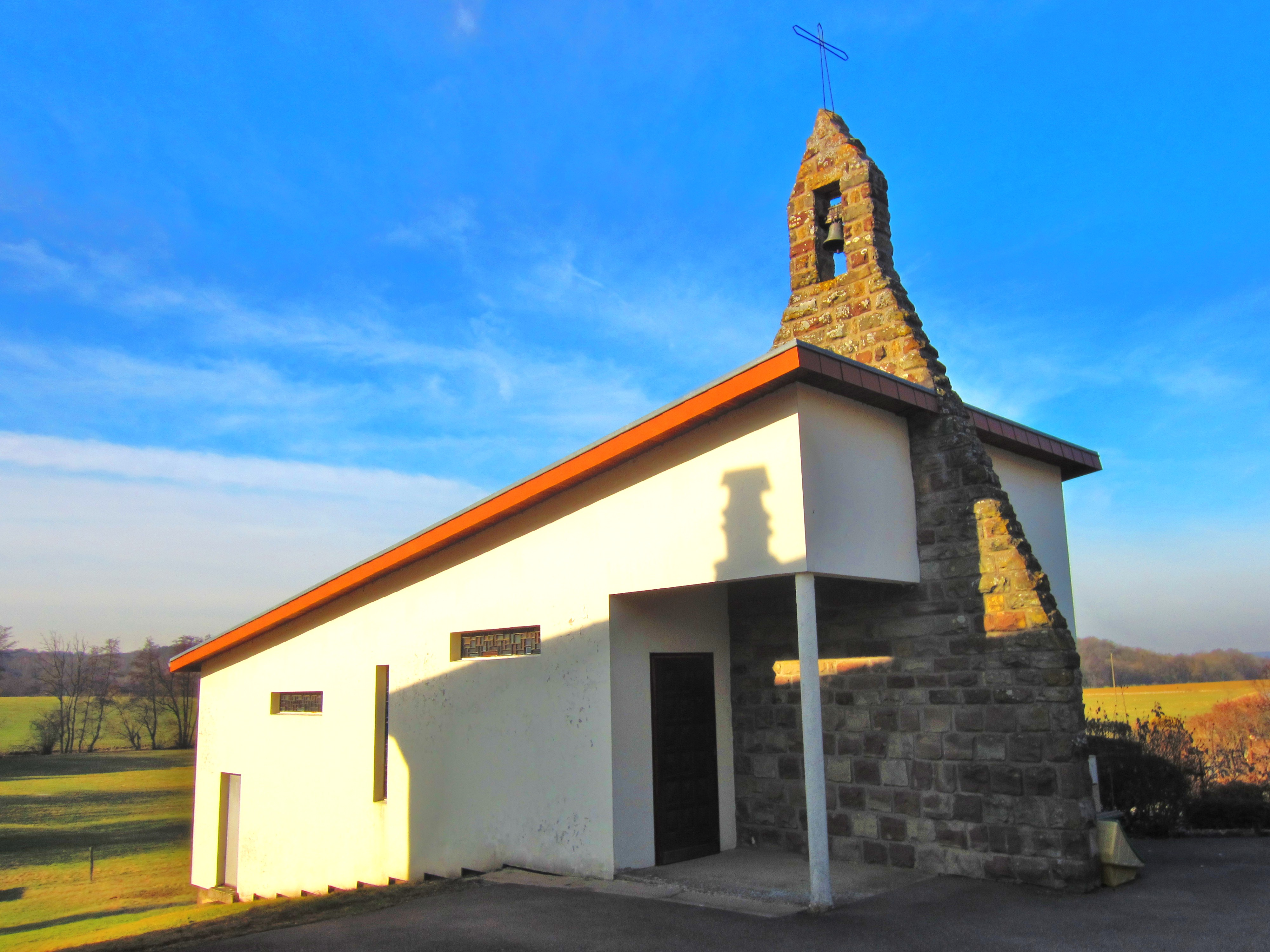
Kapelle Saint-Hubert
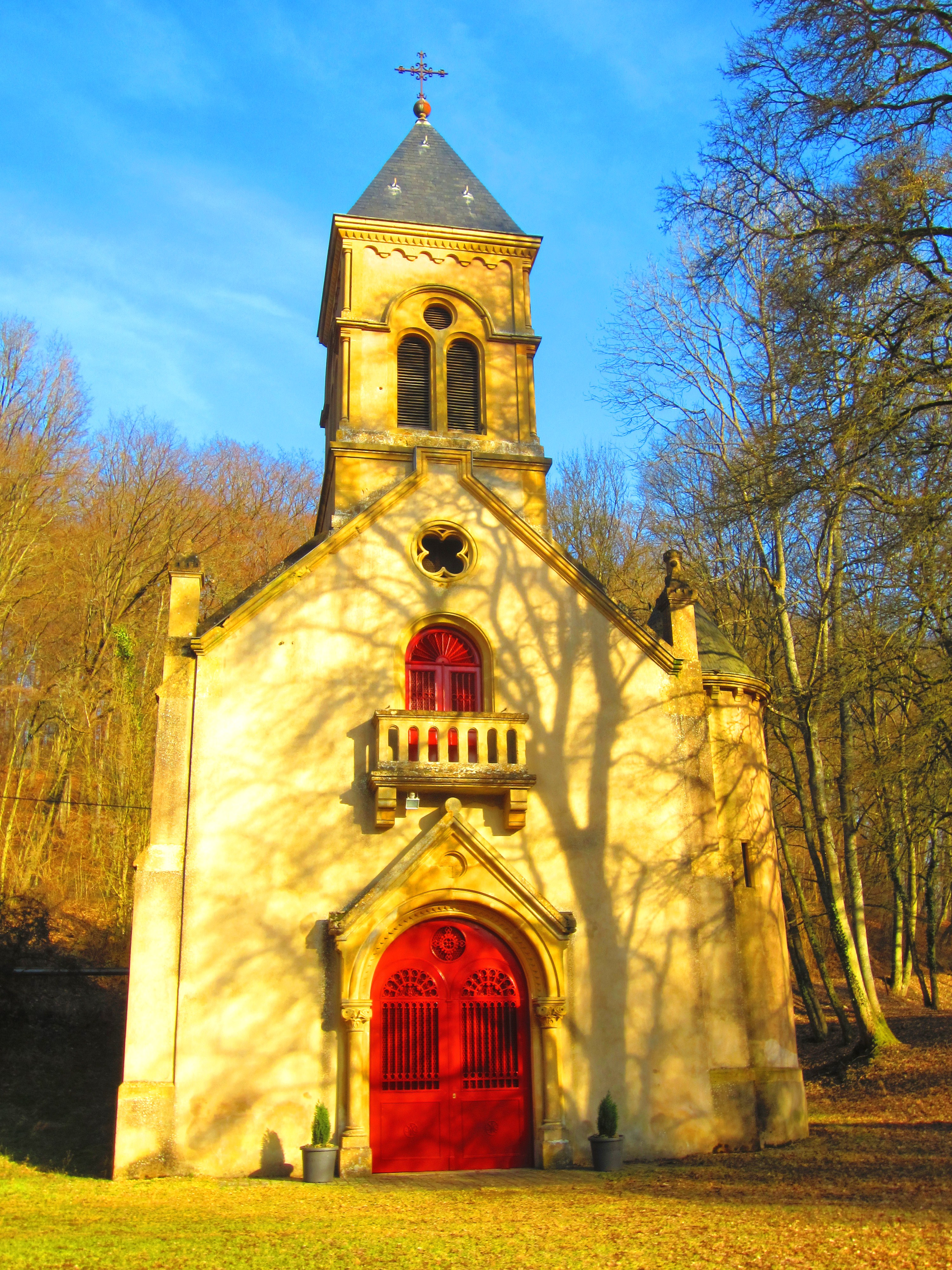
Kapelle Notre-Dame de Rabas

## Wirtschaft und Infrastruktur
Der Ort ist hauptsächlich landwirtschaftlich geprägt.
Erschlossen wird Saint-Hubert durch einige Nebenstraßen, die nächste Hauptverkehrsstraße (D3, Rue de Metz) ist ca. zwei Kilometer Luftlinie entfernt. Am Ort vorbei verläuft eine Nebenbahnlinie, die am Bahnhof in Vigy endet.

## Belege
1. ↑  Wappenbeschreibung auf genealogie.lorraine.fr (französisch)